# Kościół św. Barbary w Karminie
Kościół świętej Barbary – rzymskokatolicki kościół parafialny należący do parafii pod tym samym wezwaniem (dekanat Dobrzyca diecezji kaliskiej).
Jest to bezstylowa świątynia wybudowana w 1826 roku. Od strony wschodniej posiada wieżę przykrytą dachem hełmowym w formie obelisku. Do wyposażenia wnętrza należą 3 ołtarze, ambona i chrzcielnica w stylu klasycystycznym o prostych kształtach, znajdująca się w wydrążeniu muru. W ołtarzach znajdują się obrazy namalowane w XVII wieku, m.in. w ołtarzu głównym można zobaczyć obraz męczeństwa patronki świątyni. Na balustradzie chóru jest umieszczony najstarszy zabytek kościoła – gotycka rzeźba św. Barbary wykonana w połowie XV lub w XVI wieku.